# Bernardo Arévalo
César Bernardo Arévalo de León (Montevideo, 7 oktober 1958) is een Guatemalteekse politicus, diplomaat en socioloog. Sinds 15 januari 2024 is hij de 52e president van Guatemala, nadat hij op 20 augustus 2023 de verkiezingen had gewonnen.
Arévalo is de zoon van de roemruchte Guatemalteekse president en politieke hervormer Juan José Arévalo en diens tweede echtgenote, Margarita de León. Hij is medeoprichter van de politieke partij Movimiento Semilla. Van januari 2020 tot 2023 was Arévalo Congreslid, van 1994 tot 1995 onderminister van Buitenlandse Zaken, en van 1995 tot 1996 ambassadeur in Spanje.

## Levensloop

### Jeugd en opleiding
Arévalo werd geboren op 7 oktober 1958 in Montevideo, waar zijn vader verbleef als politiek vluchteling na de Guatemalteekse staatsgreep van 1954. Met zijn familie verhuisde Arévalo uit Uruguay toen hij nog geen twee jaar oud was. Hij bracht delen van zijn jeugd door in Venezuela, Mexico en Chili. Op 16-jarige leeftijd ging hij voor het eerst naar Guatemala. Daar doorliep hij het Liceo Guatemala, een middelbare school. Arévalo studeerde sociologie aan de Hebreeuwse Universiteit van Jeruzalem. 

### Diplomaat
Arévalo trad in de jaren tachtig in dienst bij het ministerie van Buitenlandse Zaken van Guatemala. Tussen 1984 en 1988 werkte hij op de ambassade in Israël. In 1988 keerde Arévalo terug naar Guatemala, waar hij zijn carriere vervolgde op het ministerie van Buitenlandse Zaken. In 1994 werd Arévalo onderminister van Buitenlandse zaken in het kabinet van Ramiro de León Carpio. In deze periode verleende Ernesto Zedillo hem de Orde van de Azteekse Adelaar. In 1995 werd Arévalo ambassadeur van Guatemala in Spanje. In 1996 trad hij af en nam ontslag bij het Ministerie.

### Wetenschapper
Na zijn carrière als diplomaat werd Arévalo werkzaam bij de Latijns-Amerikaanse Faculteit voor Sociale Wetenschappen (FLACSO) in Guatemala. Hij was lid van de raad van bestuur en voorzitter van het Centro de Investigaciones Regionales de Mesoamérica (CIRMA, Centrum voor Regionaal Onderzoek van Mesoamerika). Vanaf 1999 werkte Arévalo bij Interpeace als adviseur voor vredesopbouw en conflictoplossing in Afrika, Azië en Latijns-Amerika. Arévalo werkte tevens als adviseur voor de Verenigde Naties en het United States Institute for Peace. In 2015 promoveerde Arévalo bij Dirk Kruijt aan de Universiteit Utrecht met het proefschrift Del Estado Violento al Ejército Político: Violencia, formación estatal y ejército en Guatemala, 1500-1963 ("Van gewelddadige staat tot politiek leger: geweld, staatsvorming en leger in Guatemala, 1500 - 1963").

### Politicus
In 2015 nam Arévalo deel aan de protesten tegen president Otto Pérez Molina. Kort daarna richtte hij samen met anderen de denktank Semilla op, die in 2017 werd omgevormd tot de politieke partij Movimiento Semilla. Op 14 januari 2020 werd hij volksvertegenwoordiger. Tussen 2020 en 2022 was hij fractieleider. In 2022 werd Arévalo algemeen secretaris van Movimiento Semilla.

#### Presidentiële campagne van 2023
Op 22 januari 2023 kondigde Semilla aan dat Arévalo haar kandidaat zou worden voor de presidentsverkiezingen van dat jaar. Op 16 februari 2023 werd hij officieel geregistreerd als presidentskandidaat. De campagne van Arévalo was gericht op de strijd tegen corruptie en onveiligheid, het bevorderen van werkgelegenheid en het tegengaan van klimaatverandering.
Op 25 juni 2023 werd Arévalo tweede achter Sandra Torres met meer dan 600.000 stemmen. Daarmee werd een tweede ronde noodzakelijk. De tweede plaats van Arévalo was voor vrijwel iedereen een grote verrassing. Semilla werd de derde partij in het Guatemalteekse Congres, het Midden-Amerikaanse Parlement (PARLACEN) en de gemeente Guatemala-Stad. De tegenstanders roerden zich echter onmiddellijk. 
De regeringspartij Vamos ging in beroep tegen de voorlopige uitslag wegens veronderstelde onregelmatigheden en vroeg om nieuwe verkiezingen. Het hoogste verkiezingstribunaal (TSE) verwierp dit beroep echter en bevestigde de verkiezingsresultaten. Op 12 juli 2023 werden de resultaten van de eerste ronde officieel gemaakt. Tegelijkertijd kondigde het Openbaar Ministerie de via een rechtbank verkregen schorsing van Semilla aan, met als grond het vermeende vervalsen van handtekeningen bij de oprichting van de partij zes jaar eerder. De volgende dag, 13 juli 2023, maakte het Grondwettelijk Hof (CC) de schorsing van Semilla voorlopig ongedaan, waardoor de tweede ronde van de presidentsverkiezingen kon doorgaan.
Leden van het Amerikaanse Congres riepen intussen Joe Biden op om sancties op te leggen aan degenen die verantwoordelijk waren voor het “bedreigen van de democratie” in Guatemala en uitten hun bezorgdheid over de acties die zouden worden ondernomen tegen de kandidatuur van Arévalo. Twintig voormalige leiders uit Latijns-Amerika en Spanje brachten een gezamenlijke verklaring uit waarin ze de pogingen veroordeelden om Arévalo voor de verkiezingen te diskwalificeren.
Op 19 augustus 2023 wonnen Arévalo en zijn vice-presidentskandidate, Karin Herrera, met 58% van de uitgebrachte stemmen overtuigend de tweede ronde van Sandra Torres. Binnen- en buitenlandse waarnemers stelden vast, dat de verkiezingen eerlijk waren verlopen.
De tegenstanders hadden in het zand gebeten en traden nu steeds driester op. Op 30 september 2023 deed het Openbaar Ministerie (o.l.v. Porras, Pineda, Curruchiche) een onwettige inval in de kantoren van het hoogste verkiezingstribunaal en nam brutaalweg dozen met essentiële documenten van de tweede verkiezingsronde in beslag. Arévalo beschuldigde de regering nu van het uitvoeren van een staatsgreep in slow motion,een zienswijze die internationaal gedeeld werd. Talloze andere manoeuvres en chicanes van het Openbaar Ministerie volgden nog, gesteund door steeds dezelfde willige rechters (met name Orellana, Cruz, Bruut Bremer), waarbij de beschuldigingen van verkiezingsfraude steeds gezochter werden; maar sedert een belangrijke uitspraak van het Grondwettelijk Hof op 14 december 2023  golden de verkiezingsresultaten eindelijk als onaantastbaar en trad er enige rust in. Niettemin zagen willige rechters twee dagen voor de beëdiging nog kans, Arévalo's partij, Semilla, opnieuw op te schorten, en aldus haar invloed in het Congres drastisch te beperken.

#### Beëdiging en inhuldiging als President van de Republiek
De inhuldiging van Arévalo als President van Guatemala vond uiteindelijk plaats op 14 januari 2024 (vlak na middernacht, dus eigenlijk al op de volgende dag), nadat het uitgaande Congres de beëdiging tien uur had weten te vertragen door de installering van het nieuwe Congres te bemoeilijken met zelfverzonnen toelatingsprocedures. Aanwezige genodigden uit het buitenland, waaronder Felipe VI van Spanje en Gabriel Boric, de President van Chili, moesten terugreizen vóór Arévalo ingehuldigd kon worden. Andere vertegenwoordigers, waaronder de secretaris-generaal van de Organisatie van Amerikaanse Staten Luis Almagro, bleven en oefenden druk uit om de machtsoverdracht plaats te laten vinden. Er waren ten slotte een kort geding bij het Grondwettelijk Hof en dreiging met juridische strafmaatregelen voor nodig om de saboteurs in het Congres tot rede te brengen. Kort voor middernacht wist ten slotte een van de kernfiguren van Semilla, Samuel Pérez Álvarez, door behendig manoeuvreren leden van Semilla in de leiding van het nieuwe Congres te krijgen, met zichzelf als Congrespresident. In die hoedanigheid leidde Pérez vervolgens de beëdiging van Arévalo en Herrera. Al drie dagen later echter eiste het Grondwettelijk Hof dat de verkiezing van de nieuwe Congresleiding zou worden overgedaan, daar Semilla-leden door de scheidende Congresleiding op de valreep niet-partijgebonden en niet-verkiesbaar verklaard waren.

### Privéleven
Arévalo is drie keer getrouwd. In 1983 trouwde hij met de Argentijnse Teresa Lapín Ganman; ze scheidden in 1992. Het jaar daarop trouwde Arévalo met Eva Rivara Figueroa, een collega-diplomaat, met wie hij twee dochters kreeg. Sinds 2011 is Arévalo getrouwd met Lucrecia Peinado. Hij heeft drie dochters en drie stiefkinderen. Naast zijn moedertaal Spaans spreekt Arévalo Engels, Hebreeuws, Frans en Portugees.

## Politieke standpunten
Arévalo omarmt het politieke erfgoed van zijn vader Juan José Arévalo en voormalig president Jacobo Árbenz. Hij heeft zichzelf omschreven als sociaaldemocraat en is voorstander van een republikeins en democratisch systeem. Hij gelooft in een staat die zowel sociale rechtvaardigheid als privé-eigendom garandeert en wenst een nieuw begrotingspact en meer sociale zekerheid. Voor veel van zijn tegenstanders is deze sociaaldemocraat echter een erfgenaam van de "communisten", d.w.z. van zijn vader en van de revolutionairen tegen wie de staatsterreur van de jaren '80 zich had gericht, en een wegbereider van hernieuwde sociale onrust en revolutie. 

### Onderwijs
Een van Arévalo's campagnebeloften is om een "radicaal ander" openbaar onderwijssysteem in te voeren. Hij streeft ernaar de slechte omstandigheden op basisscholen en middelbare scholen aan te pakken door 110 miljard euro te investeren.

### Gezondheid
Arévalo is voorstander van algemene toegang tot de gezondheidszorg. Hij stelt een overheidsbegroting van 61 miljard dollar voor om 7 miljoen mensen te financieren door 400 nieuwe gezondheidsposten en 50 gezondheidscentra te bouwen voor regio's met meer dan 15.000 inwoners en geïsoleerde plattelandsgebieden. Arévalo is voorstander van de bouw van een openbaar ziekenhuis dat gespecialiseerd is in de behandeling van kanker.

### Buitenlands beleid
Arévalo is voorstander van het verbeteren van de handelsbetrekkingen met China, maar wil ook de diplomatieke betrekkingen met Taiwan onderhouden. Arévalo heeft de regeringen van Nicaragua en Venezuela omschreven als "dictatoriale systemen". In maart 2022 was Arévalo de rapporteur van een wetsvoorstel waarin president Alejandro Giammattei werd aangespoord actie te ondernemen tegen Rusland vanwege zijn invasie in Oekraïne. Bovendien riep het voorstel op tot de annulering van het contract met de Russische regering met betrekking tot de Spoetnik V-vaccins.

## Onderscheidingen
- Orde van de Azteekse Adelaar (Mexico, 1995)